# Варганьовце
Варганьовце (словац. Varhaňovce) — село в Словаччині, Пряшівському окрузі Пряшівського краю.
Розташоване в центральній частині східної Словаччини, у Кошицькій улоговині в долині потока Ольшавець.
Уперше згадується у 1393 році.
У селі є греко-католицька церква з 1837 року в стилі класицизму.

## Населення
| Рік:            | 1994. | 2004.    | 2014.    | 2024.    |
| --------------- | ----- | -------- | -------- | -------- |
| Кількість осіб: | 897   | 1107     | 1426     | 1604     |
| Різниця:        |       | +23,41 % | +28,81 % | +12,48 % |

| Рік:            | 2023. | 2024.   |
| --------------- | ----- | ------- |
| Кількість осіб: | 1569  | 1604    |
| Різниця:        |       | +2,23 % |

У селі проживає 1 458 осіб.